# Hans Frankenstein
Hans Walter Frankenstein (* 1. März 1895 in Wien; † nach 1951) war ein österreichischer Fußballschiedsrichter.

## Leben
Frankenstein spielte als Aktiver auf der Position des Tormanns und begann beim Vienna Cricket and Football-Club. Über Stationen in Frankfurt und Offenbach kam er zu den Cricketern zurück und war danach noch beim Wiener AF, bei der Meidlinger Sportvereinigung sowie beim SC Weiße Elf Wien tätig. Eine schwere Knieverletzung beendete seine Karriere und er war fortan als Trainer und Sektionsleiter bei der Weißen Elf tätig, die unter seiner Leitung in die zweite Profiklasse aufstieg.
Als Schiedsrichter pfiff er von 1926 bis 1938 regelmäßig in der österreichischen I. Liga und kam auch zu zahlreichen internationalen Einsätzen. Zwischen 1929 und 1937 leitete er unter anderem neun Länderspiele sowie 14 Partien im Mitropapokal. Auf nationaler Ebene wurde er gleich viermal mit dem Endspiel im ÖFB-Cup betraut, dies in den Jahren 1930, 1932 sowie 1936 und 1937.

## Verfolgung und Karriereende
Der Anschluss Österreichs an das nationalsozialistische Deutschland brachte ein abruptes Karriereende für viele österreichische Schiedsrichter mit sich. Schon vier Tage später meldete die Zeitung Das kleine Blatt am 16. März 1938 unter der Rubrik Das kleine Sportblatt die Schlagzeile Reinemachen im Wiener Fußballverband. Durch die Ausgrenzung 98 jüdischer Aktiver wurde das Wiener Schiedsrichterkollegium mit einem Schlag eines Viertels seiner Mitglieder beraubt.
Von dieser Maßnahme waren auch die beiden internationalen Schiedsrichter Hans Walter Frankenstein und Adolf Rosenberger aus der Nationalliga betroffen. So musste der Schiedsrichter und Ledergalanteriemeister Frankenstein, der eine eigene Werkstatt in Wien-Neubau besaß, durch die Terrorherrschaft der Nazis mit weiteren Unannehmlichkeiten rechnen. Zunächst blieb er mit seiner Frau Alma und den beiden Töchtern weiterhin in Wien. Im Jahr 1940 verließ er dann mit ihnen die Heimat und verzog nach Cochabamba in Bolivien. In Bolivien war er bis in die 50er Jahre weiterhin als Schiedsrichter tätig und übte zumindest bei einem lokalen Verein eine Funktionärstätigkeit aus.